# نام سينغ ثابا
نام سينغ ثابا (مواليد 8 أغسطس 1946) هو ملاكم نيبالي، مثّل بلاده في الألعاب الأولمبية الصيفية 1964.

## روابط خارجية
نام سينغ ثابا على موقع أوليمبيديا (الإنجليزية)